# 城巴795P線
城巴795P線是香港一條已取消的新界巴士路線，由城巴有限公司營辦，於2022年2月28日起投入服務，並在2024年11月4日停止服務，來往將軍澳工業邨及長沙灣（海達），是城巴793線的特別班次。795P線取道將軍澳隧道、觀塘繞道、啟德隧道、東九龍走廊及西九龍走廊，沿途在將軍澳之日出康城以及九龍西之油麻地、旺角及美孚設站，只於星期一至五（公眾假期除外）繁忙時間提供服務，全程收費為$14.0。

## 歷史
為提供日出康城一帶屋苑特快往返九龍西的巴士服務，新巴及運輸署於《2021－2022年度巴士路線計劃》中，建議新巴796E線增設特別班次X795，將軍澳區只於日出康城一帶設站，然後經將軍澳隧道、觀塘繞道、啟德隧道、東九龍走廊前往油麻地及旺角，再經西九龍走廊前往美孚及長沙灣商貿區，並以荔枝角道泓景臺對出為總站，於星期一至五早晚繁忙時間各開出兩班單向服務。建議獲各區議會通過後，新巴把路線編號改為795P，並於2022年2月28日起投入服務，只提供星期一至五早晚繁忙時間各一班單向服務。其後因應796E線和796C線合併成新路線793，此線改為附屬793線之特別班次。
而在此線投入服務數天前，運輸署在《2022－2023年度巴士路線計劃》中建議此線改為往返將軍澳工業邨至長沙灣（深旺道近海達邨），來回程繞經康城站公共運輸交匯處。建議獲沿線多個區議會商討後獲得落實，於2022年12月5日起實施。2023年4月23日起，795P線於長沙灣端之總站遷往海達公共運輸交匯處，以配合該總站啟用。2023年7月1日起，因應城巴新巴專營權合併，795P線改由城巴經營。
因應此路線服務範圍和途經將藍公路的城巴795線大幅重疊，運輸署和城巴於《2024－2025年度巴士路線計劃》中，建議停辦此路線，由795線新增07:30由將軍澳工業邨開出及17:50由長沙灣開出之班次（即此路線原有班次）取代。相關建議於2024年11月4日起實施。

## 服務時間及班次
795P線停辦前每個方向於星期一至五繁忙時間在固定時間開出一班常規班次，於星期六、日及公眾假期不設服務，列表如下：
| 將軍澳工業邨開 | 長沙灣（海達）開 |
| -------------- | ---------------- |
| 07:30          | 17:50            |

## 收費
795P線停辦前全程收費為$14.0，並設12歲以下小童及65歲或以上長者半價優惠。60歲－64歲香港居民、65歲或以上長者與合資格殘疾人士如以指定八達通繳付兩線的車資，可享有長者及合資格殘疾人士公共交通票價優惠計劃提供的$2票價優惠。乘客登車時需以現金或八達通卡繳付車資，不設找贖；而每位成人乘客可免費帶同最多兩名四歲以下而且不佔座位的兒童乘車。此外，乘客亦可使用指定電子支付工具繳付車資，使用此支付方式的乘客可享有與其他城巴獨營路線或聯營線城巴班次之轉乘優惠，惟不適用於與非城巴路線之轉乘優惠，乘客亦不能享有「公共交通費用補貼計劃」及「長者及合資格殘疾人士公共交通票價優惠計劃」。
795P線沿途單向分段收費如下：
| 上車地點＼落車地點 | 長沙灣（海達） | 將軍澳工業邨 |
| ------------------ | -------------- | ------------ |
| 拔萃女書院         | $7.4           | 不適用       |
| 旺角維景酒店起     | 不適用         | $12.3        |
| 勞資審裁處         | $9.9           |              |
| 日出康城起         | $7.8           |              |

## 行車路線

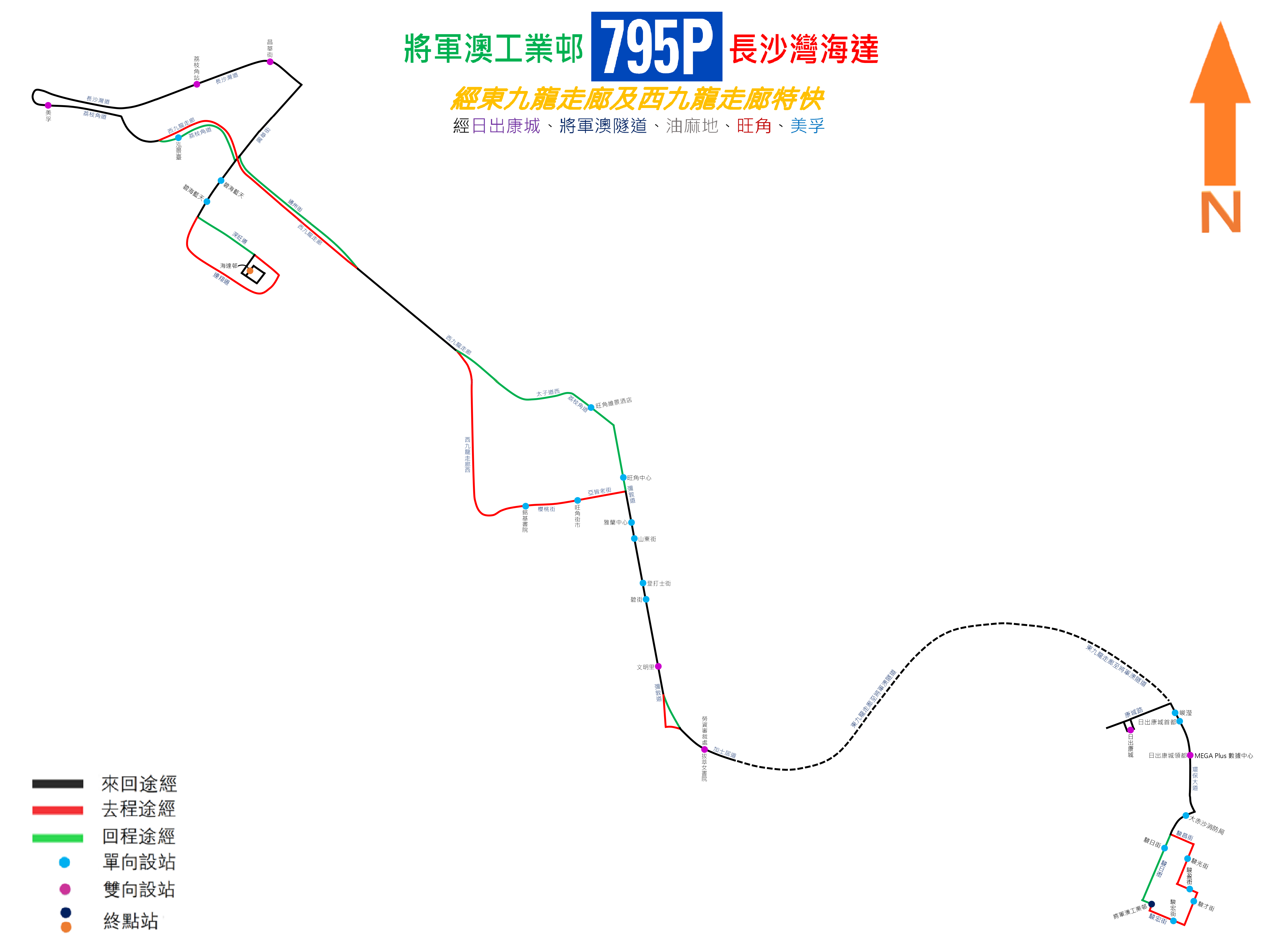
795P線的走線圖

795P線停辦前由將軍澳工業邨開出之班次途經駿宏街、駿才街、駿盈街、駿光街、駿昌街、駿日街、環保大道、康城路、康城站公共運輸交匯處、康城路、環保大道、將軍澳隧道公路、將軍澳隧道、將軍澳道、觀塘繞道、啟福道、啟德隧道、東九龍走廊、漆咸道北、漆咸道南、加士居道、彌敦道、亞皆老街、櫻桃街、西九龍走廊、荔枝角道、長沙灣道、興華街、興華街西、連翔道、東京街西、深旺道及海達街；由長沙灣（海達）開出之班次途經海達街、深旺道、興華街西、通州街、荔枝角道、長沙灣道、興華街、通州街、西九龍走廊、太子道西、荔枝角道、彌敦道、加士居道、漆咸道南、漆咸道北、東九龍走廊、啟德隧道、啟福道、觀塘繞道、將軍澳道、將軍澳隧道、將軍澳隧道公路、環保大道、康城路、康城站公共運輸交匯處、康城路、環保大道及駿日街，具體停站請參考資訊框。